# Ponderosa, Novi Meksiko
Ponderosa je popisom određeno mjesto u okrugu Sandovalu u američkoj saveznoj državi Novom Meksiku. Prema popisu stanovništva SAD 2000. ovdje je živjelo 310 stanovnika, a 2010. 387 stanovnika.

## Zemljopis
Nalazi se na 35°40′6″N 106°39′52″W / 35.66833°N 106.66444°W (35.668305, -106.664462). Prema Uredu SAD-a za popis stanovništva, zauzima 19 km2 površine, sve suhozemne.

## Stanovništvo
Prema podatcima popisa 2010. ovdje je bilo 387 stanovnika, 170 kućanstava od čega 105 obiteljskih, a stanovništvo po rasi bili su 66,4% bijelci, 0,0% "crnci ili afroamerikanci", 9,6% "američki Indijanci i aljaskanski domorodci", 0,3% Azijci, 0,8% "domorodački Havajci i ostali tihooceanski otočani", 18,6% ostalih rasa, 4,4% dviju ili više rasa. Hispanoamerikanaca i Latinoamerikanaca svih rasa bilo je 55,0%.